# Estatua orante de Pedro I de Castilla
La estatua orante de Pedro I de Castilla es una escultura de alabastro que data del siglo XV, probablemente hacia 1446, y que representa al rey Pedro I de Castilla (r. 1350-1369) llamado el Cruel por sus detractores y el Justiciero por sus partidarios, en actitud de oración.

## Historia y simbología

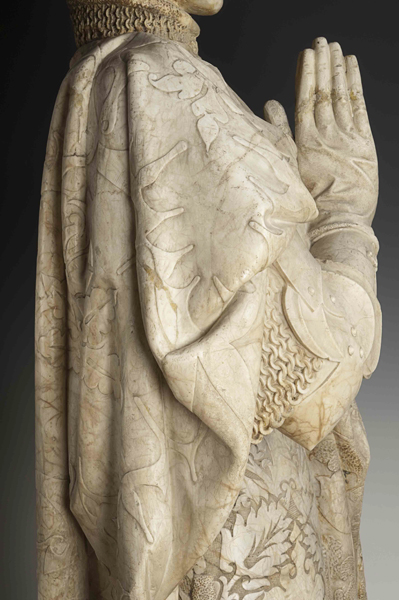
Detalle de la escultura.

Se trata de una escultura funeraria, originariamente concebida como estatua yacente para la tumba del monarca, en el interior de la capilla mayor del convento de Santo Domingo el Real de Madrid, donde fueron trasladados los restos mortales de Pedro I por petición expresa de la abadesa del convento y nieta del rey, doña Constanza (c. 1405-1478). La abadesa era nieta del rey Pedro I por ser hija del infante Juan de Castilla, único hijo de Pedro I con la reina consorte Juana de Castro.
La estatua, que inicialmente era yacente (recostada), fue transformada en orante (arrodillada) al ser reconstruida en 1504 por orden de los Reyes Católicos. En el siglo XVII se le seccionaron parcialmente las piernas para poder introducir la figura en un nicho.
La estatua fue encontrada en 1845 por la «Comisión de Monumentos» en el sótano del convento y trasladada al coro de la iglesia junto al sepulcro de su nieta Constanza. En 1869, año de la demolición del convento, ingresó en el Museo Arqueológico Nacional.

## Características
- Forma: Estatua orante.
- Material: Alabastro.
- Contexto: Edad Media, Cristiano, Bajomedieval.
- Estilo: Gótico.[1]
- Técnica: talla, policromado.
- Altura: 143,5 centímetros.
- Anchura: 70 centímetros.
- Grosor: 36 centímetros.

## Conservación
La pieza se expone de forma permanente en el Museo Arqueológico Nacional, en Madrid con el número de inventario 50234 desde el año 1869, a donde fue trasladado con motivo de la demolición del Convento de Santo Domingo El Real.

## Galería

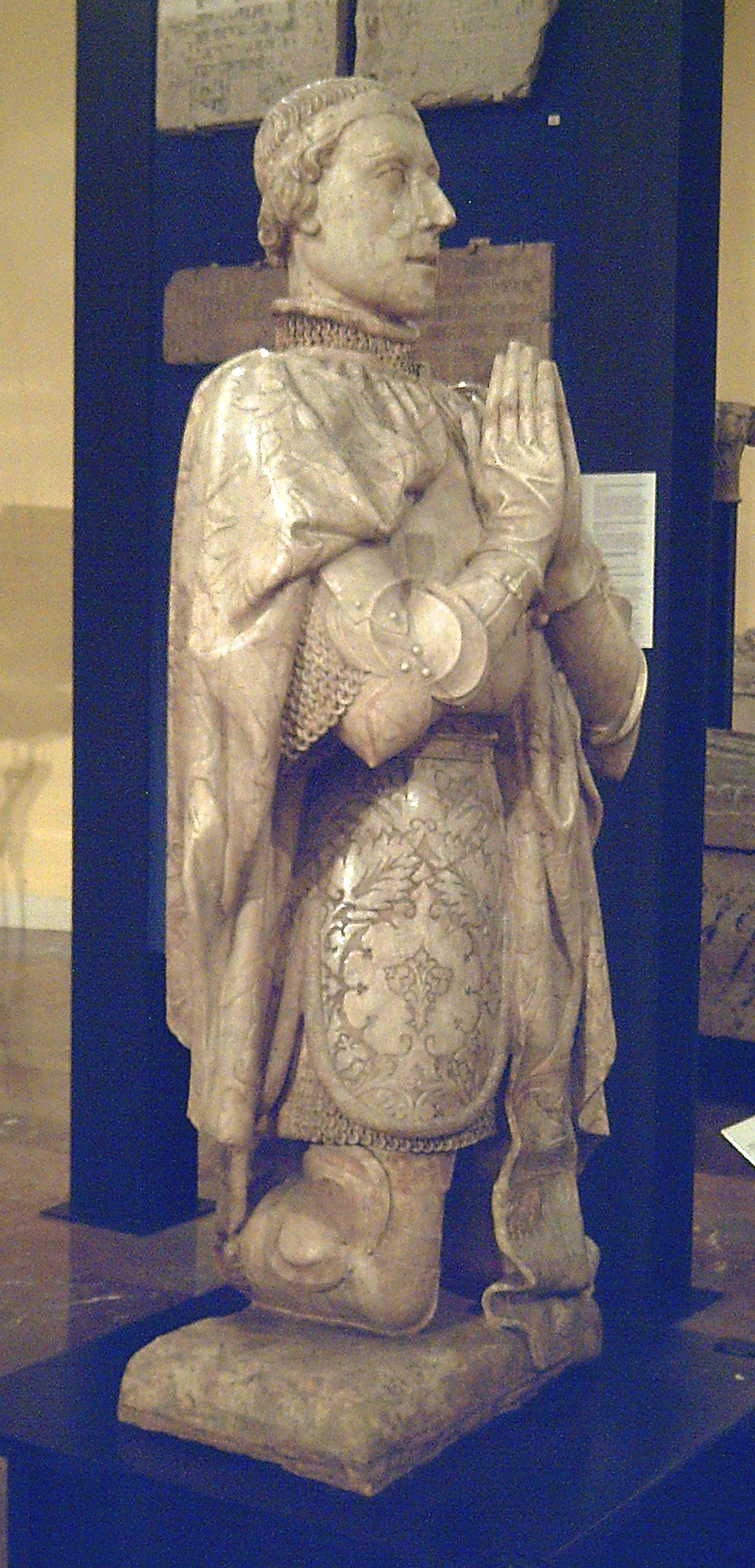
Escultura de perfil.
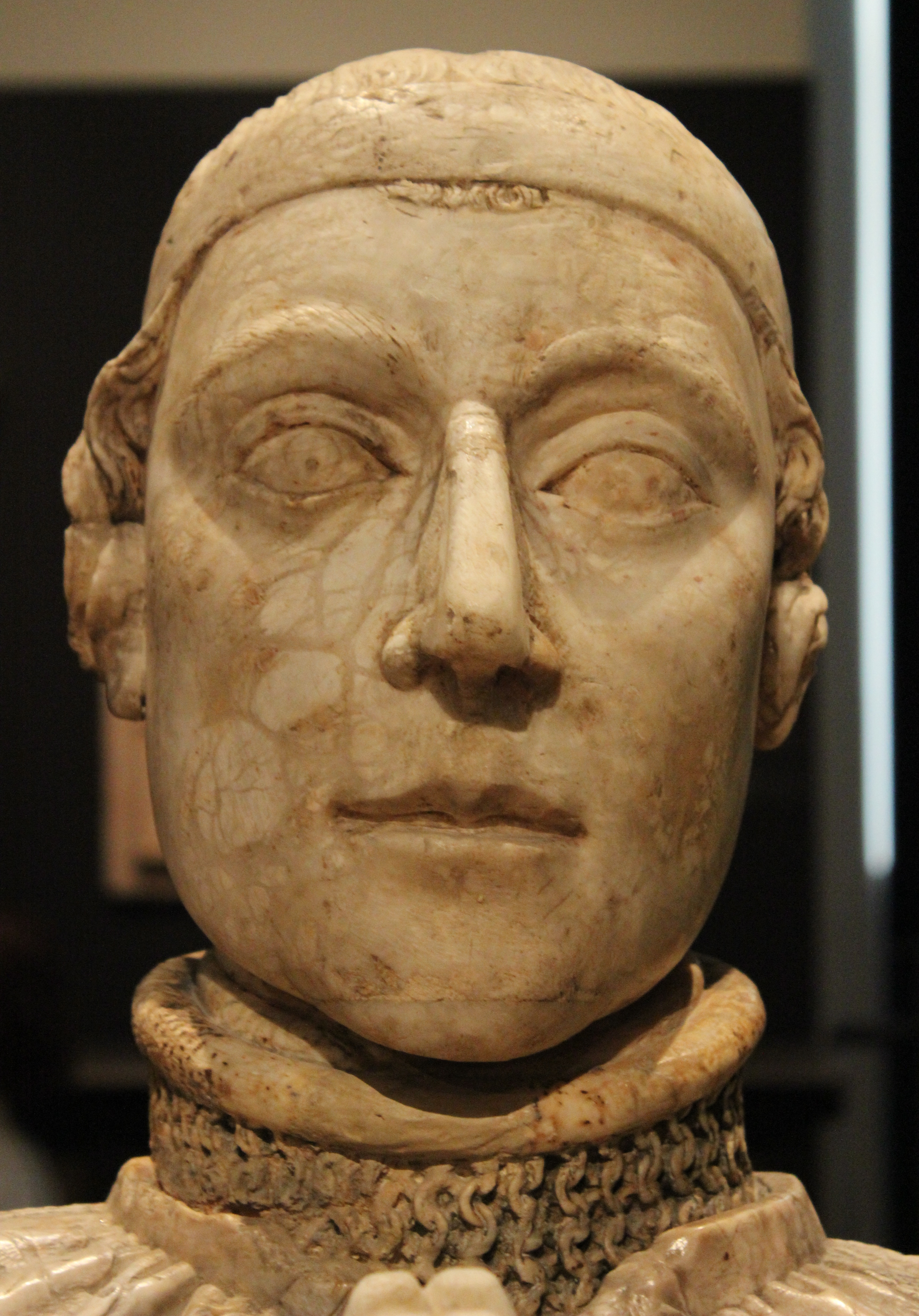
Detalle de la cabeza de Pedro I de Castilla.
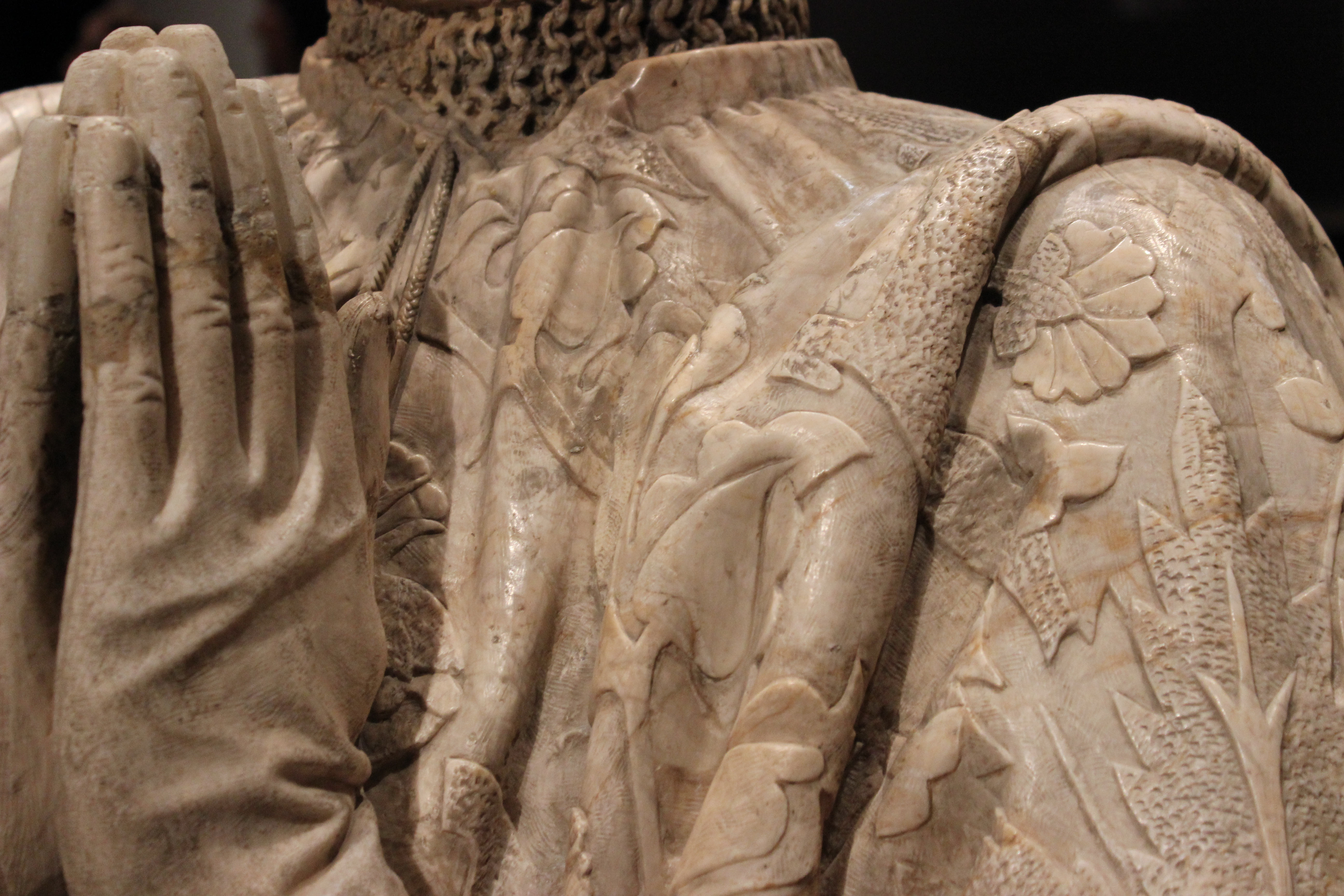
Detalle del grabado de la vestidura.